# ليمور جودمان فأري
ليمور جودمان الفأري (Microcebus lehilahytsara) هو ليمور فأري يستوطن في الشرق من مدغشقر. سُمي هذا الليمور تكريمًا لعالم الرئيسيات ستيفين جودمان.